# Königin der Arena
Königin der Arena ist ein deutscher Spielfilm des Regisseurs Rolf Meyer aus dem Jahr 1952 in Schwarzweiß. Die Hauptrollen sind mit Maria Litto, Hans Söhnker, Jan Hendriks und Grethe Weiser besetzt. Das Drehbuch stammt von Kurt E. Walter und dem Regisseur. Es basiert sehr lose auf dem 1928 erschienenen Roman „Wanda“ von Gerhart Hauptmann. In Deutschland kam der Streifen zum ersten Mal am 19. Dezember 1952 in die Kinos.

## Handlung
Bei einer zirzensischen Vorstellung in Sorrent lernen der Bildhauer Gerhart Mahnke und sein Faktotum Fritz Zwickel das arme Artistenpaar Margarita und Tonio kennen. Nachdem die beiden sich im Streit getrennt haben, bietet Mahnke Margarita an, kostenlos bei ihm zu wohnen. Etliche Tage später fährt Margarita mit Zwickel in die Stadt. Dabei kommen sie an dem kleinen Wanderzirkus „Caselli“ vorbei. Wie von einer geheimen Macht getrieben, betritt Margarita das Zelt und steht plötzlich vor ihrem früheren Partner Tonio. Nachdem dieser ihr seine neuen Kunststücke vorgeführt hat, zieht es Margarita in die Manege, wo sie tanzt und voltigiert. Zwickel bemüht sich vergeblich, das Mädchen zur Heimkehr zu überreden. Die Direktorin Caselli macht ihm klar, dass Margaritas wahre Heimat nur im Zirkus sein kann.
Margaritas und Tonios Leistungen werden von Gastspiel zu Gastspiel immer besser, bis der jungen Frau eines Tages ein verhängnisvoller Fehler unterläuft. Daraufhin wird Margarita von ihrem Partner schroff zurechtgewiesen. Mahnke, der unter den Zuschauern weilt, tritt zwischen die Streitenden. Tonio schafft es, den Bildhauer vor dem Publikum lächerlich zu machen, woraufhin dieser die Flucht ergreift. Margarita will ihm nachlaufen, erreicht ihn aber nicht mehr.
Tonio und Margarita bemühen sich, ein Engagement beim Großzirkus „Harvey“ zu bekommen. Erfolg hat dabei aber nur Tonio. Ihm kommt zugute, dass der Partner der Leoparden-Dompteuse von einem Tier verletzt worden ist. So springt er für ihn ein. Eifersüchtig wendet sich Margarita von Tonio ab.
Mahnke ist wieder in Deutschland und geht seiner Professur an der Kunstakademie nach. Zu seiner Überraschung steht Margarita eines Tages vor seiner Tür und will ihm als Modell dienen. Mahnke, der sich schon lange nach der rassigen Schönheit sehnt, strahlt vor Glück. Bei einem Faschingsball in der Akademie steht Margarita im Mittelpunkt und bezaubert mit ihren Tänzen das Publikum. Plötzlich schnappt ein Maskierter das Mädchen und trägt es nach draußen. Dort gibt sich der Maskierte als Tonio zu erkennen. Der ist inzwischen im „Harvey“ zu dessen künstlerischem Leiter aufgestiegen und engagiert jetzt seine frühere Partnerin. Margarita arbeitet wie besessen an ihrer neuen Nummer, der „Königin der Arena“.
Die Galavorstellung endet mit einem sensationellen Erfolg. Mahnke, der im Publikum sitzt, muss jetzt einsehen, dass Margarita nicht in seine bürgerliche Welt passt, sondern ein Kind des Zirkus ist und bleibt.

## Produktionsnotizen
Königin der Arena entstand im Atelier Hamburg-Bendestorf, in Bendestorf sowie im italienischen Sorrent. Für die Ausstattung und die Bauten war Franz Schroedter verantwortlich. Kostümbildner war Paul Seltenhammer, Produktionsleiter Herbert Sennewald.

## Musik
Bei dem Streifen handelt es sich nicht nur um einen Zirkusfilm, sondern auch um einen Revuefilm. Deshalb spielt die Musik darin eine große Rolle. Neben einer ansehnlichen Darstellerriege von damals sehr bekannten Gesangsstars sind weiter folgende Gruppen zu hören: das Sunshine-Quartett und das Cornel-Trio. Es tanzen Erwin Bredow, Helmuth Ketels, Michael Piel und Jockel Stahl. Die Choreographie stammt von Jens Keith.
Unter anderem erklingen in dem Film folgende Schlager von Michael Jary (Musik) und Bruno Balz (Text):
- Ein Mensch wie du und ich (Clown-Lied)
- Was versteht denn ein Cowboy von Liebe? (Foxtrott)
- Liebe will wandern … (Langsamer Walzer)
- Eine Frau wie dich vergisst man nicht (Tango)
- Manhattan-Boogie

Es spielt das FFB-Orchester, teils unter der Leitung des Komponisten und teils unter der Leitung von Helmut Zacharias.

## Kritik
- Das Lexikon des internationalen Films hat keine gute Meinung von dem Streifen: „Unglaubwürdig, langweilend und künstlerisch unzureichend.“[2]

- Nach Meinung der Filmblätter wird das Wanderzirkus-Milieu „vor allem von Grethe Weiser mit künstlichen Riesenschlangenspäßen“ vertreten, während Maria Litto, die vor allem zu tanzen habe, schauspielerisch nicht so recht zum Zuge komme.[3]

## Quelle
- Programm zum Film: Das Neue Film-Programm, erschienen im gleichnamigen Verlag von H. Klemmer & Co., Neustadt an der Weinstraße, ohne Nummernangabe